# Maxine Elliott
Pour les articles homonymes, voir Maxine Elliott (homonymie).
Maxine Elliott, née Jessie Dermott le 5 février 1868 à Rockland, dans le Maine (États-Unis), et morte le 5 mars 1940 à Cannes, en France, est une comédienne américaine.
Célèbre autant pour sa beauté que pour son jeu d'actrice, elle se retire à l'âge de 52 ans après avoir fait fortune.

## Biographie

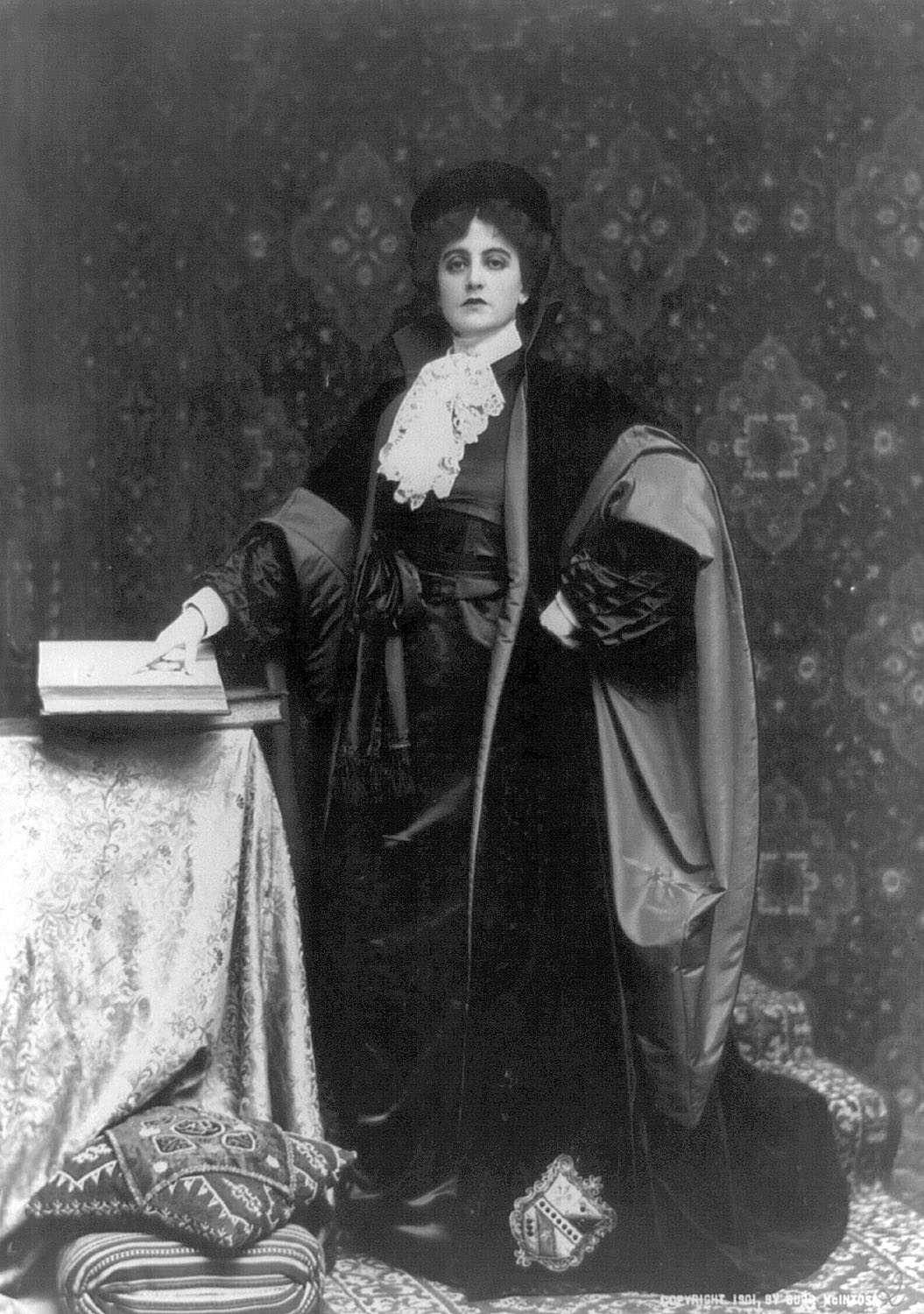
Maxine Elliott à 33 ans, dans le rôle de Portia (ca 1901).

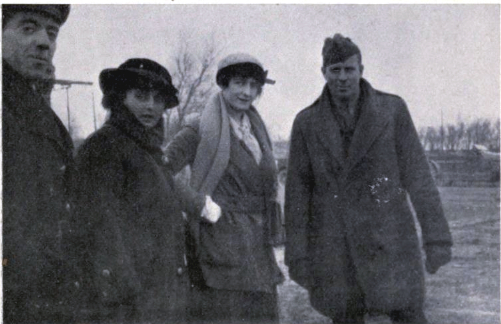
Maxine Elliott, Kathleen Drogheda et Anthony Wilding sur un champ d'aviation en France, 1915.

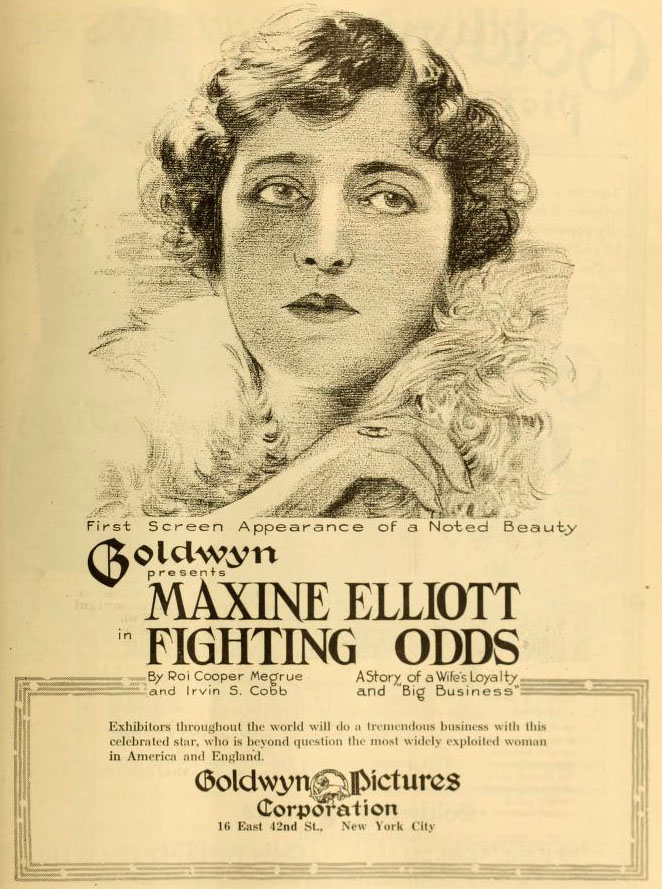
Fighting Odds, 1917

Née en 1868, Jessie Dermott est séduite à l'âge de quinze ans, en 1883, par George McDermott, un avocat de 35 ans duquel elle devient enceinte. Il se marient, vraisemblablement en 1884. Selon sa nièce, Diana Forbes-Robertson, elle abandonne (ou perd) le bébé et ce qu'il arrive ultérieurement du père est inconnu.
Après avoir pris le pseudonyme de Maxine Elliott, elle approche différents producteurs de théâtre. Elle fait ses débuts sur scène au Palmer's de New York le 10 novembre 1890, dans le rôle de Felicia Umfraville de la pièce The Middleman de Henry Arthur Jones. Son succès est rapide. En 1895, elle est engagée par le producteur Augustin Daly qui, en l'espace d'un an, la fait jouer dans onze pièces différentes, dont sept créations et quatre œuvres de Shakespeare. 
Maxine Elliott se marie le 20 février 1898 avec le comédien Nathaniel « Nat » Goodwin avec lequel elle se produira aux États-Unis et à l'étranger. Le couple se séparera et divorcera officiellement en 1908. Le jugement sera prononcé le 2 octobre 1908 à Reno, Nevada
En 1901, pour une production du Marchand de Venise, la comédienne peut se permettre de négocier un cachet de 200 dollars par semaine et la moitié des bénéfices au-dessus de 20 000 dollars.
Le 28 septembre 1903, son apparition dans Her Own Way au Garrick Theatre de Broadway, dans une production de Charles Dillingham, lui assure un triomphe : la pièce part en tournée en 1905 à Londres et le roi Édouard VII demande que la comédienne lui soit présentée. Elle se lie alors d'amitié avec Alice Keppel (1868-1947), née Edmonstone (Mrs. George Keppel), maîtresse et confidente du roi, et est introduite dans les cercles sociaux britanniques les plus élevés. En cette même année 1905, elle fait l'acquisition du Hartsbourne Manor à Bushey Heath, Hertfordshire et fait de cette résidence de campagne un lieu de réceptions brillantes. 
Après sa séparation de Nat Goodwin, Maxine Elliott devient proche du financier John Pierpont Morgan (1837-1913). Celui-ci lui donne de judicieux conseils d'investissement qui l'enrichissent considérablement. Morgan l'aide par ailleurs à financer l'ouverture de son propre théâtre à New York, le Maxine Elliott's Theater (1908), dont la première production la présente en vedette dans The Chaperon (Le Chaperon). Certaines biographies laissent entendre, sans en apporter la preuve, que la comédienne aurait entretenu une liaison avec le banquier septuagénaire,.
Peu avant la Première Guerre mondiale, la comédienne a une liaison avec le champion Tony Wilding (1883-1915), numéro un mondial du tennis en 1912 et 1913, de treize ans son cadet. Quand il s'engage dans l'armée britannique, elle se rend en Belgique où, de février 1915 à mai 1916, elle loue une péniche et parcourt l'Yser et les canaux pour distribuer nourriture et vêtements aux réfugiés. Wilding est cependant tué au front, en mai 1915, sur les champs de bataille français du Pas-de-Calais. Elliott, rejointe sur sa péniche par la correspondante de guerre britannique Sarah Wilson (1865-1929) et l'aviatrice Kathleen Drogheda (1887-1966), sera décorée pour ses services rendus de l'Ordre de la Couronne belge. 
En tant qu'actrice de cinéma, elle signe pour The Fighting Odds (1917) et The Eternal Magdalene (1919) avec Samuel Goldwyn. Il ne subsiste aucune pellicule, excepté pour The Fighting Odds conservé au Gosfilmofond, les archives russes du cinéma[réf. nécessaire].
En 1920, après les représentations de Trimmed in Scarlett, Maxine Elliott annonce son retrait de la scène. Elle a cinquante-deux ans. Très riche, elle partage son temps entre les États-Unis et la Côte d'Azur où elle fait construire par son compatriote Barry Dierks, en 1932, une des plus importantes villas de Golfe-Juan, le château de l'Horizon. Elle y reçoit toutes les célébrités de l'époque : Lloyd George, le duc et la duchesse de Windsor, Winston Churchill, Noël Coward sont des invités réguliers. Elle meurt à Cannes le 5 mars 1940 âgée de 72 ans.

## La visite à Chaplin
En 1918, Maxine Elliott rend visite à Charlie Chaplin qui vient d'ouvrir son propre studio grâce à un contrat d'un million de dollars avec la First National Pictures. Filmée par une caméra, cette séquence où l'on voit l'actrice (elle a cinquante ans) et le père de Charlot (il en a vingt-neuf) s'amuser avec leur entourage est parfois diffusée dans les documentaires consacrés à Chaplin.

## Filmographie
- 1917 : The Fighting Odds